# غان ماكجي
غان ماكجي (بالإنجليزية: Gan McGee؛ مواليد 10 نوفمبر 1976) هو مُقاتل فنون قتالية مختلطة أمريكي سابق.

## وصلات خارجية
- غان ماكجي على موقع يو إف سي (الإنجليزية)
- غان ماكجي على موقع شيردوغ (الإنجليزية)
- غان ماكجي على موقع Tapology.com (الإنجليزية)
- غان ماكجي على موقع IMDb (الإنجليزية)
- غان ماكجي على موقع قاعدة بيانات الفيلم (الإنجليزية)